# 玻璃碳

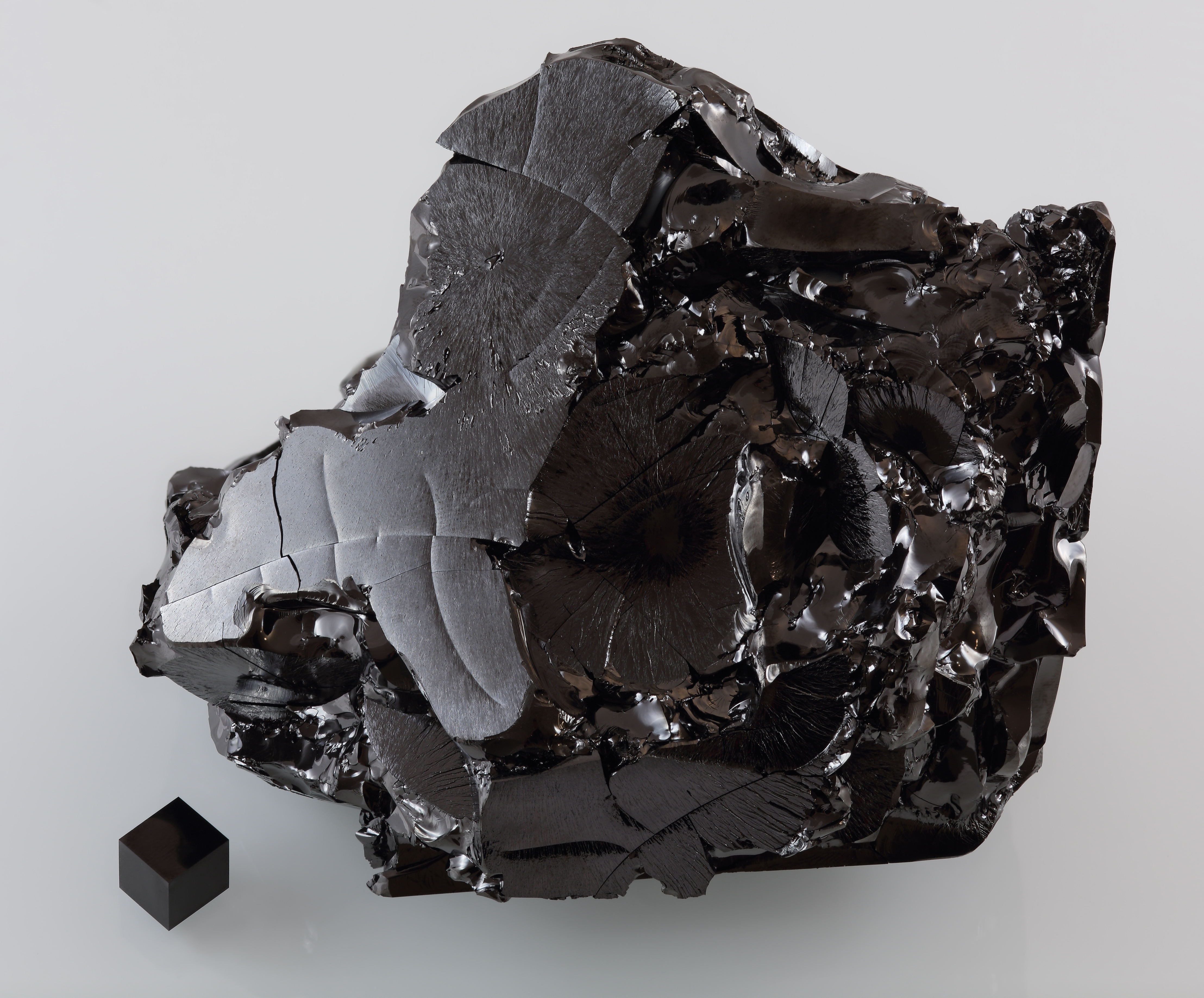
一块重量约为570克的玻璃碳样品，左下角为1 cm3石墨立方体作为比较。

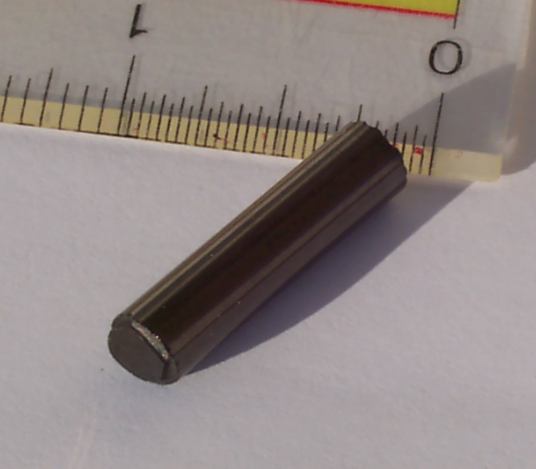
一个玻璃碳小棒

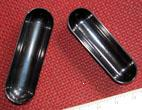
玻璃体玻璃碳坩埚

玻璃碳（英語：Glassy carbon），是结合了玻璃和陶瓷的属性的非石墨化碳。特點是耐高温，高硬度（莫氏硬度7），低密度，低电阻，低摩擦，高导热性，高耐化学侵蚀性，不被气体和液体滲透。 玻璃碳作为电极材料被广泛应用于电化学，高温坩埚，一些假体装置的组件，并且可以被制造成不同的形状，尺寸和断面。

## 结构
玻璃碳的结构一直是一个有争议的问题。早期的结构模型假定sp2- and sp3都存在，如今认为是100％sp2。然而，最近的研究表明，玻璃碳具有富勒烯相关的结构。
需要注意的是玻璃碳不应该与无定形碳相混淆。IUPAC描述，“玻璃状碳是两维的结构元件，并且不表现摇摆连结，因此不能被描述为无定形碳”。
它表现出贝壳状断口。

## 参阅
- 电化学
- 富勒烯
- 石墨
- 煤精
- Q-碳（英语：Q-carbon）